# Grand Cœur
Pour plus de détails, voir Fiche technique et Distribution.
Grand Cœur (Divorce in the Family) est un film américain en noir et blanc réalisé par Charles Reisner, sorti en 1932.

## Synopsis
John Parker, un archéologue divorcé, aime ses deux garçons, Al et Terry, et leur manque terriblement lorsqu'ils doivent quitter ses fouilles archéologiques à la fin de l'été. Pendant qu'Al va à l'école militaire, Terry rentre à la maison et apprend que sa mère, Grace, a épousé le docteur Phil Shumaker, un homme stable qui peut donner de l'ordre à la maison, chose que Grace n'a jamais eue avec John. Quand John reçoit une note de Terry disant que Grace s'est mariée et qu'il souhaite qu'il soit mort, John décide d'abandonner son travail et d'aller voir ses fils. Il rend d'abord visite à Al à l'école militaire et demande son aide pour aider Terry à accepter Phil comme son nouveau père. Bien que les termes du divorce empêchent John de voir Terry à la maison, il prend place près d'eux et demande à Al de rester en contact avec lui au sujet des progrès de Terry. Bien que Phil essaie d'être un bon père, il ne comprend pas Terry et établit des règles impossibles à suivre pour l'enfant.

## Fiche technique
- Titre : Grand Cœur
- Titre original : Divorce in the Family
- Réalisation : Charles Reisner
- Scénario : Maurice Rapf et Delmer Daves
- Direction artistique : Cedric Gibbons
- Photographie : Oliver T. Marsh
- Montage : William S. Gray
- Producteur : Harry Rapf
- Société de production et de distribution : Metro-Goldwyn-Mayer
- Pays de production :  États-Unis
- Langue d'origine : anglais américain
- Format : noir et blanc — 35 mm — 1,37:1 — son : mono (Western Electric Sound System)
- Genre : drame psychologique
- Durée : 81 minutes
- Dates de sortie :
  - États-Unis : 27 août 1932
  - France : 2 février 1936

## Distribution
- Jackie Cooper : Terry Parker
- Conrad Nagel : Dr Shumaker
- Lewis Stone : John Parker
- Lois Wilson : Mme Shumaker
- Jean Parker : Lucile
- Maurice Murphy : Al Parker
- Lawrence Grant : Kenny
- Richard Wallace : Snoop
- David Newell : Interne
- Oscar Rudolph : Spike
- Louise Beavers : Rosetta
- Delmer Daves : M. Humphries
- Claire Du Brey : Mme Smith - la mère de Lucile
- Maude Eburne : Martha Jenkins